# Jamajka na Mistrzostwach Świata w Lekkoatletyce 2009
Jamajka na Mistrzostwach Świata w Lekkoatletyce 2009 – reprezentacja Jamajki podczas czempionatu w Berlinie liczyła 40 zawodników. Zdobyła 13 medali, w tym 7 złotych, 4 srebrne i 2 brązowe, zajmując 2. miejsce w klasyfikacji medalowej, a 3. miejsce w klasyfikacji punktowej (136 pkt.).

## Medale
- Usain Bolt –  złoty medal w biegu na 100 m
- Shelly-Ann Fraser –  złoty medal w biegu na 100 m
- Usain Bolt –  złoty medal w biegu na 200 m
- Brigitte Foster-Hylton –  złoty medal w biegu na 100 m przez płotki
- Melaine Walker –  złoty medal w biegu na 400 m przez płotki
- Usain Bolt, Michael Frater, Steve Mullings i Asafa Powell –  złoty medal w sztafecie 4 x 100 m
- Simone Facey, Shelly-Ann Fraser, Aleen Bailey i Kerron Stewart –  złoty medal w sztafecie 4 × 100 m
- Kerron Stewart –  srebrny medal w biegu na 100 m
- Veronica Campbell-Brown –  srebrny medal w biegu na 200 m
- Shericka Williams –  srebrny medal w biegu na 400 m
- Rosemarie Whyte, Novlene Williams-Mills, Shereefa Lloyd i Shericka Williams –  srebrny medal w sztafecie 4 x 400 m
- Asafa Powell –  brązowy medal w biegu na 100 m
- Delloreen Ennis-London –  brązowy medal w biegu na 100 m przez płotki

## Występy reprezentantów Jamajki

### Mężczyźni
| Konkurencja                | Zawodnik                                                                          | Eliminacje | Eliminacje | Ćwierćfinał   | Ćwierćfinał   | Półfinał      | Półfinał      | Finał          | Finał          |
| Konkurencja                | Zawodnik                                                                          | Wynik      | Poz.       | Wynik         | Poz.          | Wynik         | Poz.          | Wynik          | Poz.           |
| -------------------------- | --------------------------------------------------------------------------------- | ---------- | ---------- | ------------- | ------------- | ------------- | ------------- | -------------- | -------------- |
| Bieg na 100 m              | Usain Bolt                                                                        | 10,20      | 3.         | 10,03         | 5.            | 9,89          | 1.            | 9,58 WR        | 1.             |
| Bieg na 100 m              | Asafa Powell                                                                      | 10,38      | 31.        | 9,95          | 1.            | 9,95          | 3.            | 9,84 SB        | 3.             |
| Bieg na 100 m              | Michael Frater                                                                    | 10,30      | 16.        | 10,09         | 9.            | 11,04         | 10.           | Nie awansował  | Nie awansował  |
| Bieg na 200 m              | Usain Bolt                                                                        | 20,70      | 8.         | 20,41         | 5.            | 20,08         | 1.            | 19,19 WR       | 3.             |
| Bieg na 200 m              | Steve Mullings                                                                    | 20,62      | 2.         | 20,23         | 1.            | 20,26         | 4.            | 19,98 PB       | 5.             |
| Bieg na 200 m              | Ramone McKenzie                                                                   | 20,97      | 29.        | Nie awansował | Nie awansował | Nie awansował | Nie awansował | Nie awansował  | Nie awansował  |
| Bieg na 400 m              | Ricardo Chambers                                                                  | 45,57      | 19.        |               |               | 45,13 SB      | 11.           | Nie awansował  | Nie awansował  |
| Bieg na 110 m przez płotki | Maurice Wignall                                                                   | 13,62      | 20.        |               |               | 13,43 SB      | 9.            | 13,31 SB       | 5.             |
| Bieg na 110 m przez płotki | Dwight Thomas                                                                     | 13,57      | 15.        |               |               | 13,37         | 5.            | 13,56          | 7.             |
| Bieg na 110 m przez płotki | Richard Phillips                                                                  | 13,70      | 27.        |               |               | Nie awansował | Nie awansował | Nie awansował  | Nie awansował  |
| Bieg na 400 m przez płotki | Danny McFarlane                                                                   | 48,65      | 2.         |               |               | 48,49         | 6.            | 48,65          | 6.             |
| Bieg na 400 m przez płotki | Isa Phillips                                                                      | 48,99      | 6.         |               |               | 48,93         | 10.           | Nie awansował  | Nie awansował  |
| Bieg na 400 m przez płotki | Josef Robertson                                                                   | DQ         |            |               |               | Nie awansował | Nie awansował | Nie awansował  | Nie awansował  |
| Sztafeta 4 x 100 m         | Usain Bolt Michael Frater Steve Mullings Asafa Powell Lerone Clarke Dwight Thomas | 38,60      | 6.         |               |               |               |               | 37,31 CR WL    | 1.             |
| Sztafeta 4 x 400 m         | Leford Green Ricardo Chambers Isa Phillips Jermaine Gonzales                      | 3:04,45    | 11.        |               |               |               |               | Nie awansowała | Nie awansowała |

| Konkurencja   | Zawodnik        | Kwalifikacje | Kwalifikacje | Finał         | Finał         |
| Konkurencja   | Zawodnik        | Wynik        | Poz.         | Wynik         | Poz.          |
| ------------- | --------------- | ------------ | ------------ | ------------- | ------------- |
| Skok w dal    | Nicholas Gordon | 7,92         | 20.          | Nie awansował | Nie awansował |
| Skok w dal    | Alain Bailey    | 7,88         | 22.          | Nie awansował | Nie awansował |
| Trójskok      | Julian Reid     | 16,49        | 27.          | Nie awansował | Nie awansował |
| Dziesięciobój | Maurice Smith   |              |              | NU            |               |

### Kobiety
| Konkurencja                | Zawodniczka                                                                             | Eliminacje | Eliminacje | Ćwierćfinał | Ćwierćfinał | Półfinał | Półfinał | Finał          | Finał          |
| Konkurencja                | Zawodniczka                                                                             | Wynik      | Poz.       | Wynik       | Poz.        | Wynik    | Poz.     | Wynik          | Poz.           |
| -------------------------- | --------------------------------------------------------------------------------------- | ---------- | ---------- | ----------- | ----------- | -------- | -------- | -------------- | -------------- |
| Bieg na 100 m              | Shelly-Ann Fraser                                                                       | 11,41      | 13.        | 11,02       | 4.          | 10,79 SB | 1.       | 10,73 WL PB    | 1.             |
| Bieg na 100 m              | Kerron Stewart                                                                          | 11,31      | 6.         | 10.92       | 1.          | 10,84    | 3.       | 10,75 PB       | 2.             |
| Bieg na 100 m              | Veronica Campbell-Brown                                                                 | 11,34      | 7.         | 10,99       | 3.          | 11,00    | 4.       | 10,95 SB       | 4.             |
| Bieg na 100 m              | Aleen Bailey                                                                            | 11,29      | 4.         | 11,12       | 9.          | 11,16    | 9.       | 11,16          | 8.             |
| Bieg na 200 m              | Veronica Campbell-Brown                                                                 | 23,01      | 12.        |             |             | 22,29 SB | 2.       | 22,35          | 2.             |
| Bieg na 200 m              | Anneisha McLaughlin                                                                     | 22,91 PB   | 8.         |             |             | 22,55 PB | 5.       | 22,62          | 5.             |
| Bieg na 200 m              | Simone Facey                                                                            | 22,83      | 5.         |             |             | 22,58 SB | 6.       | 22,80          | 6.             |
| Bieg na 400 m              | Shericka Williams                                                                       | 51,23      | 6.         |             |             | 49,51 PB | 1.       | 49,32 PB       | 2.             |
| Bieg na 400 m              | Novlene Williams-Mills                                                                  | 51,55      | 11.        |             |             | 49,88 SB | 3.       | 49,77 SB       | 4.             |
| Bieg na 400 m              | Christine Day                                                                           | 53,13      | 24.        |             |             | 53,46    | 23.      | Nie awansowała | Nie awansowała |
| Bieg na 800 m              | Kenia Sinclair                                                                          | 2:04,52    | 27.        |             |             | 2:02,31  | 19.      | Nie awansowała | Nie awansowała |
| Bieg na 100 m przez płotki | Brigitte Foster-Hylton                                                                  | 12,67      | 2.         |             |             | 12,54 SB | 2.       | 12,51 SB       | 1.             |
| Bieg na 100 m przez płotki | Delloreen Ennis-London                                                                  | 12,73      | 5.         |             |             | 12,64    | 5.       | 12,55 SB       | 3.             |
| Bieg na 100 m przez płotki | Lacena Golding-Clarke                                                                   | 12,90      | 13.        |             |             | 12,76    | 9.       | Nie awansowała | Nie awansowała |
| Bieg na 400 m przez płotki | Melaine Walker                                                                          | 55,17      | 4.         |             |             | 53,26 SB | 1.       | 52,42 AR CR WL | 1.             |
| Bieg na 400 m przez płotki | Kaliese Spencer                                                                         | 55,12      | 3.         |             |             | 54,37    | 5.       | 53,56 PB       | 4.             |
| Bieg na 400 m przez płotki | Nickiesha Wilson                                                                        | 55,37      | 6.         |             |             | 54,89 SB | 10.      | Nie awansowała | Nie awansowała |
| Sztafeta 4 x 100 m         | Simone Facey Shelly-Ann Fraser Aleen Bailey Kerron Stewart                              | 41,88 SB   | 1.         |             |             |          |          | 42,06          | 1.             |
| Sztafeta 4 x 400 m         | Rosemarie Whyte Novlene Williams-Mills Shereefa Lloyd Shericka Williams Kaliese Spencer | 3:24,72    | 2.         |             |             |          |          | 3:21,15 SB     | 2.             |

| Konkurencja | Zawodniczka       | Kwalifikacje | Kwalifikacje | Finał          | Finał          |
| Konkurencja | Zawodniczka       | Wynik        | Poz.         | Wynik          | Poz.           |
| ----------- | ----------------- | ------------ | ------------ | -------------- | -------------- |
| Skok w dal  | Jovanee Jarrett   | 6,43         | 16.          | Nie awansowała | Nie awansowała |
| Trójskok    | Trecia-Kaye Smith | 14,21        | 10.          | 14,48 SB       | 5.             |
| Trójskok    | Kimberly Williams | 14,08 PB     | 15.          | Nie awansowała | Nie awansowała |